# موسى والتون
موسى والتون (بالإنجليزية: Moses Walton)‏ هو سياسي أمريكي، ولد في 2 أبريل 1775 في مقاطعة فريدريك في الولايات المتحدة، وتوفي في 13 مارس 1847 في الولايات المتحدة. انتخب عضو مجلس ولاية فرجينيا.